# ガンガンコミックスアンソロジー
ガンガンコミックスアンソロジー（Gangan Comics Anthology）は、スクウェア・エニックスが発売している日本のアンソロジーコミック。判型は原則としてB6判だが、一部は新書判で刊行されている。

## 概要
1990年 - 2006年に刊行された4コママンガ劇場（書籍編集部が担当）及び1996年 - 2005年に刊行されていたスーパーコミック劇場（月刊Gファンタジー編集部が担当）の後継レーベルとして、2006年9月22日に発刊。当初はコンピュータゲームを題材にした作品が多かったが、翌2007年に「キラ☆萌えWEB」を開設して以降は特定の萌え属性を題材とするオリジナル作品のアンソロジーにシフトを強めており、ゲーム原作のアンソロジー刊行は減少傾向にある。
編集作業はガンガンパワード編集部が担当していたが、同誌が2009年2月に休刊した後は以下の分業体制が採られている。
- ゲーム原作・萌えアンソロジー（男性向け） - 月刊ガンガンJOKER編集部
- コミックアンソロジー極 - ガンガンONLINE編集部
- 萌えアンソロジー（女性向け） - 月刊Gファンタジー編集部[2]
- 歴史アンソロジー - ガンガン戦-IXA-編集部

## ゲーム原作のアンソロジー
ゲーム原作のアンソロジーの大半はタイトルに「コミックアンソロジーEX.」が付く。また、巻数はスーパーコミック劇場と同様「第○集」とカウントされる。
- ヴァルキリープロファイル2（全二集）
- スターオーシャン1 First Departure（全一集）
- テイルズ オブ ジ アビス（全四集）
- テイルズ オブ デスティニー（全一集）
- ドラゴンクエストIX 星空の守り人 4コマ劇場
- ひぐらしのなく頃に 語咄し編（既刊第七集）

ひぐらしのなく頃に大賞受賞作の漫画化作品。本編に合わせたデザインのため他のコミックアンソロジーEX.と若干、装丁が異なっている。

## 萌えアンソロジー
萌え属性別のオリジナル作品を掲載したアンソロジー集。パワードの誌面や公式サイト上でアンソロジーに掲載する作品募集も行われた。男性読者向けと女性読者向けで判型やタイトルの付け方に差異がある。
一部の収録作品はパワードや月刊少年ガンガン、ガンガンONLINEにプレビュー掲載されている。

### 男性読者向け
B6判で、各タイトルとも表題が「○○アンソロジー」に統一されている。

#### 妹アンソロジー
表紙・てぃんくる、裏表紙・佳月玲茅。
2007年10月初版 ISBN 978-4-7575-2141-4
- あぶない!! お兄ちゃんオオカミ（画：てぃんくる・文：ひろえなつき）
- SSS サムライ・ソード・シスターズ（巣山真也）
- 着せかえ☆生徒会長（水兵きき）
- シュヴェスター×（葉月翼）
- 弱点王女アリア（佳月玲茅）
- Other（大野良空）
- 乙姫クライシス!!（香月アイネ）
- でれデレ妹×妹（塒祇󠄀岩之助）
- もなかどりーむ（山口ミコト）

#### 先輩アンソロジー
表紙・椿あす、裏表紙・佳月玲茅。
2008年6月初版 ISBN 978-4-7575-2312-8
- 僕は先輩の○○○（椿あす）
- ゆびさきのびねつ（御形屋はるか） - ONLINE連載「あまのなでしこ」のプロトタイプ。
- やさしくシゴいて（佳月玲茅）
- ハートブレイクショット（巣山真也）
- かいちょーの心得!（柚木涼太）
- ぶちょーらしくっ!?（塒祇󠄀岩之助）
- 放課後レッスン。（香月アイネ）
- 木の宮書店 海岸寺駅前店（忍）

#### 女装少年アンソロジー
表紙・Tiv。
2009年4月初版 ISBN 978-4-7575-2544-3
- 僕は妹のメイドさん（佳月玲茅）
- プラナス・ガール1.5（松本トモキ） - JOKER連載のプレビュー版。
- オトコの娘アイドル☆アキラ（水兵きき）
- ミックス＊リリィズ（柚木涼太）
- きせかえっ子（塒祇󠄀岩之助）
- おもちゃじゃないモン!（香月アイネ）
- 女装少年注意報!?（野澤綾子）
- Charmant Boy（椿あす）

### 女性読者向け
新書判で、各タイトルとも表題が「コミックアンソロジー ××。」に統一されている。表紙は全タイトルとも堀田きいち。

#### コミックアンソロジー 年の差。
2007年10月初版 ISBN 978-4-7575-2140-7
- 時計まわりの夏休み（堀田きいち）
- 魔性の女 (ichtys)
- パプリカ・ピーマン・トウガラシ（ヨシノサツキ）
- DEAREST LOVER（松本サトヤ）
- チェンジ!（佃範奈）
- 猫と煙（花沢チカ）
- 先生あのね（堀田きいち）

#### コミックアンソロジー 王子。
2008年6月初版 ISBN 978-4-7575-2313-5
- 金髪王子 君に飾る星（堀田きいち）
- 憑依王子 桜並木の武将（ヨシノサツキ）
- 泣虫王子 開化前線北上中（花沢チカ）
- 同居王子 オウジのオタク（谷川ニコ）
- 名門王子 LOVE☆ASSASSIN（葉山せり）
- 女装王子 ロミオ死すべし（藤田まる美）

#### コミックアンソロジー 制服。
2009年9月初版 ISBN 978-4-7575-2663-1
- モーニングコール（堀田きいち）
- clergy☆Punk（ヨシノサツキ）
- ホットスパイスガール（佃範奈）
- To you（葉山せり）
- First Lesson（花沢チカ）

## 歴史アンソロジー
2009年に開催した戦国アンソロジーコミック大賞を発展させる形で三国志・戦国時代・幕末を題材にした漫画作品を対象とする「スクウェア・エニックス戦・漫画大賞」を開催しアンソロジー掲載作品を随時、募集している。同賞では、特に「戦国アンソロジー部門」が設けられており戦国時代をテーマとする作品を重視する方針が打ち出されている。

### 戦国アンソロジー
表紙・七海慎吾。
2009年6月22日発売 ISBN 978-4-7575-2594-8
- イラスト（掲載順）

望月淳・獅子猿・蜷川ヤエコ・みもり・サイノワタル・霜月かいり・壱河柳乃助・真壁太陽
- 童の草（宮永龍）
- 前田慶次 -天藾の陣-（柳ゆき助）
- 上杉謙信の憂鬱（ヨシノサツキ）
- 戦国バスケット（小玉有起）
- 短夜の露（玻都もあ）
- 八丈島残照 -備前宰相異聞-（浅岡しゅく）

以下は戦国アンソロジーコミック大賞の入賞作品。
- 戦国毒饅頭ハンベエ（江茂タツキ） - 大賞
- 両兵衛（おやまだみむ） - 準大賞
- Open your eyes（松下朋未） - 入選
- ムネトラブリュー（宮崎13号） - 佳作
- 1000年59組!（南爪） - 佳作

### 戦国アンソロジー 弐
表紙・鈴木次郎。
2009年9月25日発売 ISBN 978-4-7575-2681-5

### 戦国アンソロジー関ケ原 EAST RED（東軍）
表紙・七海慎吾。
2010年4月22日発売 ISBN 978-4-7575-2847-5

### 戦国アンソロジー関ケ原 WEST BLUE（西軍）
表紙・霜月かいり。
2009年4月22日発売 ISBN 978-4-7575-2848-2

### 幕末アンソロジー
表紙・水野英多。
2010年6月18日発売 ISBN 978-4-7575-2897-0

## コミックアンソロジー極

### コミックアンソロジー極 ホラー サスペンス ミステリー
表紙・外海良基。
2010年12月22日発売 ISBN 978-4-7575-3092-8

### コミックアンソロジー極 帰宅部
表紙・小島あきら。
2011年6月22日発売 ISBN 978-4-7575-3262-5
- 後にガンガンONLINEで連載が始まり、2013年にテレビアニメ化された『帰宅部活動記録』（くろは）のプロトタイプなどを掲載。

### コミックアンソロジー極 不思議の国のアリス
表紙・望月淳。
2012年11月27日発売 ISBN 978-4-7575-3808-5